# Manfred Husmann
Manfred Husmann (* 9. März 1943 in Bassum, Grafschaft Hoya) ist ein ehemaliger Richter am Bundessozialgericht.

## Werdegang
Husmann studierte Rechtswissenschaften an den Universitäten Münster, Freiburg und Göttingen. Dem folgten 1968 das erste und 1972 das zweite juristische Staatsexamen.

## Richterliche Tätigkeit
Er begann am Sozialgericht Bremen seine richterliche Laufbahn. Manfred Husmann wurde ab 1. Oktober 1990 an die Kammer für Sozialrecht beim Kreisgericht Rostock-Stadt abgeordnet und nahm ab 1. Juli 1992 die Geschäfte des Direktors des Sozialgerichts Rostock wahr. Damit war er maßgeblich an dem Aufbau der Sozialgerichtsbarkeit in Mecklenburg-Vorpommern beteiligt. Zum 1. April 1993 erfolgte die Ernennung zum Vizepräsidenten des Landessozialgerichts Bremen. Bereits einen Monat später, zum 1. Mai 1993, wurde er zum Richter am Bundessozialgericht ernannt. Dort war er zunächst dem 8. und 10. Senat, später dem für das Arbeitsförderungsrecht zuständigen 7. Senat und dem für die gesetzliche Rentenversicherung zuständigen 4. Senat zugewiesen.
Mit Ablauf des Monats März 2008 trat Manfred Husmann mit Erreichen der Altersgrenze in den Ruhestand.
Neben seiner richterlichen Tätigkeit war Husmann auch als Autor mit dem Themenschwerpunkt „Europäisches Recht“ tätig.